# Wampiraci: Demony oceanu
Wampiraci: Demony oceanu (ang. Vampirates: Demons of the Ocean) – książka przygodowa autorstwa brytyjskiego pisarza Justina Sompera. Pierwsza część serii Wampiraci. Opowiada o losach rodzeństwa Grace i Connora Tempestów, mieszkających w latarni morskiej swego ojca. 

## Opis fabuły
Akcja powieści zaczyna się w roku 2505, w malutkiej wiosce zwanej Księżycową Zatoką. Grace zostaje obudzona przez szalejący na zewnątrz latarni sztorm. Budzi Connora, po czym postanawiają pójść na górę, do pokoju ojca, skąd obserwuje on wybrzeże. Ten na uspokojenie śpiewa im ich ulubioną szantę "O Wampiratach". Kiedy Grace jest już w swoim pokoju wydaje jej się, że widzi statek Wampiratów, ale po chwili już go nie było. Po jakimś czasie dzieci śpią już w swoich pokojach. W tym miejscu kończy się prolog.
Następny rozdział rozpoczyna się siedem lat później na pogrzebie ojca Connora i Grace. Dzieci mają wtedy czternaście lat. Nad ich przygarnięciem zastanawiają się dwie osoby- Polly Pagett, właścicielka miejscowego sierocińca i pan Lachlan Busby, dyrektor banku, który nie może mieć dzieci. Gdy dzieci wracają do latarni, przychodzi tam pan Busby i proponuje im zamieszkanie w jego luksusowym domu, argumentuje tę prośbę tym, że zadłużony bank przejął wszystko po ojcu dzieci z powodu jego zadłużenia.
Dzieci odmawiają i w następną noc odpływają małym statkiem ich ojca. W trakcie ucieczki zaskakuje ich sztorm i 
statek rozbija się, rozdzielając rodzeństwo. Connor trafia na słynny statek piracki i staje się członkiem załogi. Grace trafia natomiast na statek tytułowych Wampiratów, mieszańców wampirów z piratami. Jest trzymana w zamknięciu i zapewniana, że nic się jej nie stanie, jeśli nie będzie próbowała uciec.